# Maria Eugènia Barnola i Schönhöfer
Maria Eugènia Barnola Schönhöfer, coneguda com a Geni Barnola, (Barcelona, 19 de maig de 1959) és una jugadora de basquetbol catalana, ja retirada.
Formada en el Club Bàsquet CIBES, jugava en la posició de pivot. Va debutar amb el CE Hispano Francès a la Lliga espanyola de bàsquet femenina, essent campiona d'Espanya júnior. La temporada 1978-79 va fitxar pel Picadero Jockey Club, guanyant dues Copes de la Reina i dues Lligues espanyoles. Internacional amb la selecció espanyola en vint-i-una ocasions entre 1978 i 1980, va competir al Campionat d'Europa de 1978. Després de la seva retirada va continuar-hi vinculada com a delegada en diferents categories.

## Palmarès
- 2 Lligues espanyoles de bàsquet femenina: 1979-80, 1980-81
- 2 Copes espanyoles de bàsquet femenina: 1978-79, 1979-80